# Ljuben Berow

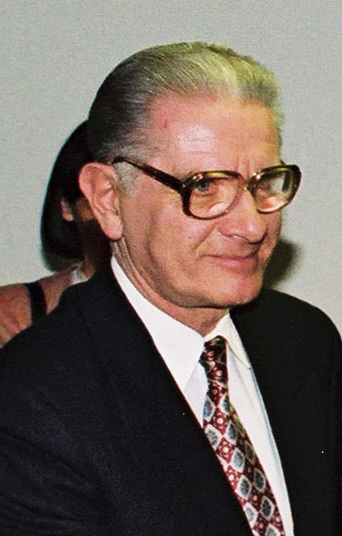
Ljuben Berow, 1993

Ljuben Borisow Berow (bulgarisch Любен Беров; * 6. Oktober 1925 in Sofia; † 7. Dezember 2006 ebenda) war ein bulgarischer Wirtschaftswissenschaftler, Politiker und Ministerpräsident.

## Studium und berufliche Laufbahn
Berow absolvierte ein Studium der Wirtschaftswissenschaft an der Kliment-von-Ohrid-Universität Sofia, das er im Jahr 1949 mit der Graduierung abschloss.
Anschließend wurde er zunächst Assistenzprofessor am Karl-Marx-Institut für Wirtschaftswissenschaft in Sofia, das ihn im Jahr 1962 zum Außerordentlichen Professor (Associate Professor) ernannte. Im Laufe seiner Lehrtätigkeit wurde er auch Abteilungsleiter und Prodekan des Instituts.
Im Jahr 1971 erfolgte seine Berufung zum ordentlichen Professor an diesem Institut. Von 1971 bis 1976 war er schließlich Dekan des Karl-Marx-Instituts. Im Jahr 1976 wurde ihm der Doktortitel verliehen.
Im Jahr 1985 erfolgte seine Berufung zum Professor am Institut für Balkanstudien der Bulgarischen Akademie der Wissenschaften. Zugleich wurde er Gastprofessor des dortigen Wirtschaftsinstituts. Im Jahr 1997 berief ihn die Akademie der Wissenschaften zum korrespondierenden Mitglied.

## Politische Laufbahn und Ministerpräsident
Berow begann seine politische Laufbahn im Jahr 1990 nach dem Zusammenbruch der kommunistischen Regierung von Todor Schiwkow. Zunächst wurde er Wirtschaftsberater von Präsident Schelju Schelew.
Dieser berief ihn am 30. Dezember 1992 als Nachfolger von Filip Dimitrow zum Ministerpräsidenten. Als solcher bildete er eine bis zum 17. Oktober 1994 amtierende Koalitionsregierung mit der Bewegung für Rechte und Freiheiten, die insbesondere die türkische Minderheit Bulgariens vertritt. Zwischen Dezember 1992 und Juni 1993 übernahm er zudem das Amt des Außenministers.
Während seiner Amtszeit unterzeichnete er ein erstes Abkommen mit den damaligen Europäischen Gemeinschaften (EG) als ersten Schritt Bulgariens auf dem Weg in die Europäische Union.
Im April 1994 wurde aus dem wissenschaftlich geführten, bulgarisch-nordmazedonischen Sprachenstreit ein politischer Streit, der die Beziehungen beider Staaten über Jahre hemmte. So besuchte am 13. April 1994 der bulgarische Bildungsminister Marko Todorow Nordmazedonien um ein Protokoll über die Zusammenarbeit zwischen den Bildungsministerien beider Länder zu unterzeichnen. Der Text war im Voraus vereinbart worden, wurde aber im letzten Moment durch die Gastgeber geändert. Die nordmazedonische Seite bestand nun ausdrücklich darauf, dass er in mazedonischer und bulgarischer Sprache unterzeichnet werden sollte. Der bulgarische Minister weigerte sich und brach seinen Besuch ab. Nur eine Woche später, am 21. und 22. April, traf eine Delegation der Republik Nordmazedonien, angeführt vom Präsidenten Kiro Gligorov in Sofia ein, um eine Reihe von bilateralen Abkommen zu unterzeichnen. Auch hier bestand nun die nordmazedonische Seite, dass die Formulierung in mazedonischer und bulgarischer Sprache in den Verträgen explizit erwähnt werden sollte. Aufgrund des Sprachenstreits wurde kein einziges offizielles Dokument unterzeichnet und die Weigerung der nordmazedonischen Delegation eine Kompromissformel anzunehmen, führte dazu, dass Berow das geplante Treffen mit Kiro Gligorov absagte, was wiederum zu einem politischen Eklat führte.

## Spätere Ämter
Im Anschluss an seine politische Laufbahn war er von 1995 bis 1997 Vorstandsmitglied der Landwirtschaftskredit AG. Zeitweise war er im Jahr 1996 auch Vorsitzender des Plenarrates der Bulgarisch-Russischen Investmentbank. Im Jahr 1997 wurde er zunächst Vorstandsvorsitzender der Landwirtschaftskredit AG sowie ein Jahr später der AgroProdukt AG.